# Stade Robert Champroux
Stade Robert Champroux er et fodboldstadion i Abidjan, Elfenbenskysten. Stadionet bliver for det meste brugt til fodbold og er hjemmebane for Jeunesse Club d'Abidjan, Stade d'Abidjan og Stella Club d'Adjamé. Det har en kapacitet på 20.000.
5°18′19″N 3°59′33″V / 5.30528°N 3.99244°V